# Équipe cycliste Korail
 (août 2022).
L'équipe cycliste Korail est une équipe cycliste sud-coréenne, ayant le statut d'équipe continentale.

## Classements UCI
L'équipe participe aux épreuves des circuits continentaux et en particulier de l'UCI Asia Tour. Les tableaux ci-dessous présentent les classements de l'équipe sur les différents circuits, ainsi que son meilleur coureur au classement individuel.
UCI Asia Tour
| UCI Asia Tour | UCI Asia Tour          | UCI Asia Tour                             | UCI Asia Tour |
| Année         | Classement par équipes | Meilleur coureur au classement individuel |               |
| ------------- | ---------------------- | ----------------------------------------- | ------------- |
| 2014          | 55e                    | Jang Kyung-gu (88e)                       |               |
| 2015          | 68e                    | Jang Kyung-gu (244e)                      |               |
| 2016          | 57e                    | Jang Kyung-gu (230e)                      |               |
| 2022          | 29e                    | Joo Dae-yeong (57e)                       |               |
| 2023          | 46e                    | -                                         |               |
|               |                        |                                           |               |
| Source : UCI  |                        |                                           |               |

L'équipe est également classée au Classement mondial UCI qui prend en compte toutes les épreuves UCI et concerne toutes les équipes UCI.
| Classement mondial | Classement mondial     | Classement mondial                        | Classement mondial |
| Année              | Classement par équipes | Meilleur coureur au classement individuel |                    |
| ------------------ | ---------------------- | ----------------------------------------- | ------------------ |
| 2016               | -                      | Jang Kyung-gu (1426e)                     |                    |
| 2022               | 171e                   | Joo Dae-yeong (984e)                      |                    |
| 2023               | 195e                   | Kim Hyeon-seok (2604e)                    |                    |
|                    |                        |                                           |                    |
| Source : UCI       |                        |                                           |                    |

## Korail Cycling Team en 2022
| Cycliste       | Date de naissance | Nationalité  | Équipe 2021         |  |
| -------------- | ----------------- | ------------ | ------------------- |  |
| Bang Seon-hoe  | 7 avril 1998      | Corée du Sud | Korail Cycling Team |  |
| Heo Seung-soo  | 18 décembre 2003  | Corée du Sud |                     |  |
| Joo Da-eyeong  | 10 octobre 1996   | Corée du Sud | Korail Cycling Team |  |
| Joo Kang-eun   | 16 mars 1996      | Corée du Sud | Korail Cycling Team |  |
| Joo Sarang     | 20 mars 2003      | Corée du Sud |                     |  |
| Jun Jeeh-wan   | 7 août 2002       | Corée du Sud | Korail Cycling Team |  |
| Kim Dong-yeong | 11 juin 2002      | Corée du Sud |                     |  |
| Kim Hyeon-seok | 18 août 1995      | Corée du Sud | Korail Cycling Team |  |
| Shin Jin-soo   | 10 janvier 2003   | Corée du Sud |                     |  |
| Yun Jae-bin    | 17 avril 2001     | Corée du Sud | Korail Cycling Team |  |